# P. Girod
P. Girod, francoska tenisačica, * 8. julij 1871, Pariz, † 20. oktober 1926, Pariz
Trikrat se je uvrstila v finale turnirja za Državno prvenstvo Francije. Največji uspeh kariere je dosegla leta 1901, ko je v finalu premagala Leroux, v letih 1897 in 1902 je izgubila proti Adine Masson. Leta 1902 se je v konkurenci mešanih dvojic uvrstila v polfinale.

## Finali Grand Slamov

### Posamično (3)

#### Zmage (1)
| Leto | Turnir                     | Nasprotnica v finalu | Rezultat finala |
| 1901 | Državno prvenstvo Francije | Leroux               | 6—1, 6—1        |

#### Porazi (2)
| Leto | Turnir                     | Nasprotnica v finalu | Rezultat finala |
| 1897 | Državno prvenstvo Francije | Adine Masson         | 6—3, 6—1        |
| 1902 | Državno prvenstvo Francije | Adine Masson         | 6—0, 6—1        |